# Alphanumeric
Chữ-số (tiếng Anh: Alphanumeric) là kết hợp của các ký tự chữ cái và ký tự số, và được dùng để mô tả tập hợp các chữ cái Latin và chữ số Ả Rập hoặc một văn bản được xây dựng từ tập hợp này.
Merriam-Webster gợi ý rằng thuật ngữ 'chữ-số' thường có thể tham chiếu đến các ký hiệu khác, chẳng hạn như dấu câu và ký hiệu toán học.
Trong ngôn ngữ POSIX / C, có 36 ký tự chữ-số (A-Z + 0-9, không phân biệt chữ hoa chữ thường) hoặc 62 (A-Z + a-z + 0-9, có phân biệt chữ hoa chữ thường)

## Các tập con của chữ-số được sử dụng trong giao diện người dùng
Khi một chuỗi các chữ cái và chữ số được kết hợp lại để bày tỏ cách thể hiện của con người, nhưng vẫn phát sinh sự mô hồ về cách thể hiện này. Rõ ràng nhất là sự giống nhau của các chữ cái I, O và Q với số 1 và 0. Do đó, tùy thuộc vào ứng dụng, các tập hợp con của chữ-số được sử dụng để tránh sự hiểu sai của con người.
Trong phương tiện hàng không, bản đồ ghế ngồi và chỗ ngồi được thiết kế theo số hàng đi sau chữ cái cột. Đối với máy bay phản lực có chiều rộng lớn, các ghế có thể là 10 cột ngang, được đánh nhãn ABC-DEFG-HJK. Chữ cái I bị bỏ qua để tránh nhầm nó là hàng số 1.
Trong Số Nhận dạng Xe được các nhà sản xuất xe có động cơ sử dụng, các chữ cái I, O và Q được bỏ qua do sự tương đồng của chúng với 1 hoặc 0.
1. ↑  Merriam-Webster dictionary
2. ↑  "man ASCII(7), "American  Standard  Code for Information Interchange"". Bản gốc lưu trữ ngày 11 tháng 5 năm 2013. Truy cập ngày 30 tháng 9 năm 2018.